# Guy Sibille
Guy Sibille (Marsiglia, 25 agosto 1948) è un ex ciclista su strada francese.
Professionista dal 1972 al 1980, vinse i campionati francesi nel 1976.

## Palmarès
- 1971 (dilettanti)

Classifica generale Tour de la Yonne
- 1972 (dilettanti)

Paris-Tours Amateurs
10ª tappa Tour de l'Avenir (Guebwiller > Vittel)
1ª tappa Étoile des Espoirs
- 1974 (Peugeot, una vittoria)

3ª tappa Étoile de Bessèges (Bessèges > Nîmes)
- 1975 (Peugeot, una vittoria)

2ª tappa, 2ª semitappa Tour de Corse
- 1976 (Peugeot, due vittorie)

Campionati francesi, Prova in linea
7ª tappa, 1 semitappa  Parigi-Nizza (Seillans > Nizza)
- 1978 (Peugeot, una vittoria)

1ª tappa Tour de l'Oise (Creil > Compiègne)

### Altri successi
- 1974 (Peugeot)

Ronde d'Aix-en-Provence (Criterium)
Criterium di Plancoet
Criterium di Bessèges-Nimes
- 1976 (Peugeot)

Ronde d'Aix-en-Provence (Criterium)
Criterium di Soissons
Criterium di Castres
Criterium di Vailly-sur-Sauldre
Criterium di Nizza

## Piazzamenti

### Grandi Giri
- Tour de France

1974: 71º
1975: ritirato
1976: 47º
1977: 40º
1978: ritirato
- Giro d'Italia

1979: 79º
- Vuelta a España

1974: 39º

### Classiche monumento
- Milano-Sanremo

1975: 3º
1977: 13º
1979: 95º
- Giro delle Fiandre

1975: 22º
1979: 15º
1980: 9º
- Parigi-Roubaix

1976: 30º
1979: 12º

### Competizioni mondiali
- Campionati del mondo

Ostuni 1976 - In linea Professionisti: 12º
- Giochi olimpici

Monaco 1972 - Cronosquadre: 18º